# Comodica polygrapta
Comodica polygrapta är en fjärilsart som beskrevs av Edward Meyrick 1924. Comodica polygrapta ingår i släktet Comodica och familjen äkta malar.
Artens utbredningsområde är Fiji. Inga underarter finns listade i Catalogue of Life.